# Красное Знамя (Омская область)
Красное Знамя — село в Москаленском районе Омской области России. Входит в состав Краснознаменского сельского поселения. Население 806 чел. (2010) .

## География
Красное Знамя находится на юго-западе региона, в пределах Ишимской равнины, являющейся частью Западно-Сибирской равнины, у административной границы с Любинским районом .
Абсолютная высота — 118 м над уровнем моря.

## История
Основано в 1920 г. как коммуна «Красное Знамя».
В соответствии с Законом Омской области от 30 июля 2004 года № 548-ОЗ «О границах и статусе муниципальных образований Омской области» село выведено из Тумановской сельской администрации и возглавило образованное муниципальное образование «Краснознаменское сельское поселение».

## Население
| 2010 |
| ---- |
| 806  |

Гендерный состав
По данным Всероссийской переписи населения 2010 года в гендерной структуре населения из 806 человек мужчин — 384, женщин — 422	(47,6 и 52,4 % соответственно)
Национальный состав
Согласно результатам переписи 2002 года, в национальной структуре населения русские составляли 74 % от общей численности населения в 798 чел..

## Инфраструктура
Краснознаменская средняя общеобразовательная школа.
Администрация сельского поселения.

## Транспорт
Автодорога «Красное Знамя — Харловка» (идентификационный номер 52 ОП МЗ Н-202) длиной 3,40 км..
Просёлочные дороги.